# Doyen (catholicisme)
Dans la tradition catholique un doyen (plus rarement appelé vicaire forain) est le prêtre mis à la tête d’un groupement de paroisses (un « doyenné ») en vue d’une meilleure coordination de l’action pastorale. La dignité, la fonction du doyen est appelée décanat.
Son rôle et sa fonction sont déterminés par le droit canon aux no 553-555. Il est nommé par l’évêque diocésain. Ne pas confondre avec le doyen d'un chapitre (cf. la page doyen).

## Rôle et fonction
« Pour favoriser l’exercice de la charge pastorale par une action commune » un évêque catholique peut unir des paroisses voisines dans des regroupements particuliers. C‘est ce que le droit canon appelle des vicariats forains ou plus habituellement : doyennés [No 374#2].
Selon les articles 553 à 555 du code de droit canon de 1983 en vigueur :
- Le doyen est nommé par l‘évêque (après consultation du clergé concerné) pour un temps déterminé, qui peut également le révoquer pour une juste cause. Il peut cumuler la cure et le décanat[3].
- Son rôle est de promouvoir et coordonner l’action pastorale commune dans le doyenné (groupement de paroisses) qui lui est confié.
- Il veille à ce que les prêtres de son doyenné se conduisent conformément à leur état et remplissent leur office avec diligence et soin.
- Il veille à ce que les cérémonies religieuses soient célébrées avec soin et selon les prescriptions de l’Église, avec attention particulière à la célébration de l’Eucharistie et la conservation du Saint-Sacrement.
- Cela inclut l’entretien du mobilier de l’église et des objets sacrés. Sans oublier l’administration générale (les registres paroissiaux) et la préservation des biens ecclésiastiques : église, maison paroissiale et autres lieux paroissiaux.
- Il organise les réunions du clergé du doyenné, avec une attention particulière à  sa formation permanente et renouveau théologique.
- Il s’assure que ses prêtres soient soutenus spirituellement. Il aura le plus grand soin de ceux qui se trouvent dans des situations difficiles ou aux prises avec des problèmes délicats.
- Il veille également au secours matériel des prêtres du doyenné, particulièrement s’ils font face à un grave problème de santé.
- En cas d’incapacité (grave maladie) du clergé, ou décès, il veille à ce que la transition vers le successeur se passe de manière ordonnée, avec attention également aux documents, registres paroissiaux, objets sacrés et autres biens appartenant à la paroisse.
- Il est tenu de visiter régulièrement les paroisses de son doyenné.